# Экбретт, Торстен
То́рстен Э́кбретт (нем. Torsten Eckbrett; 13 апреля 1984, Потсдам) — немецкий гребец-байдарочник, выступал за сборную Германии в конце 2000-х годов. Бронзовый призёр летних Олимпийских игр в Пекине, серебряный призёр чемпионата Европы, участник регат национального и международного значения.

## Биография
Торстен Экбретт родился 13 апреля 1984 года в Потсдаме. Активно заниматься греблей начал с раннего детства, проходил подготовку в местном одноимённом каноэ-клубе.
Первого серьёзного успеха на взрослом международном уровне добился в 2008 году, когда попал в основной состав немецкой национальной сборной и побывал на чемпионате Европы в Милане, откуда привёз награду серебряного достоинства, выигранную в зачёте четырёхместных байдарок на дистанции 1000 метров — лучше финишировал только экипаж из Словакии.
Благодаря череде удачных выступлений Экбретт удостоился права защищать честь страны на летних Олимпийских играх 2008 года в Пекине — в составе четырёхместного экипажа, куда также вошли гребцы Луц Альтепост, Норман Брёкль и Бьёрн Гольдшмидт, занял в километровой программе байдарок-четвёрок третье место и завоевал тем самым бронзовую олимпийскую медаль, уступив в финале экипажам из Белоруссии и Словакии.
Несмотря на довольно успешное начало профессиональной карьеры, в дальнейшем Торстен Экбретт не показывал сколько-нибудь значимых результатов на крупных международных регатах.